# Sânziana Pop
Sânziana Pop (n. 24 iunie 1939) este o prozatoare și publicistă română.

## Biografie
Este fiica Alexandrei Pop (născută Lupan), profesoară, și a medicului și ziaristului Gavril Pop, director al revistei „Tribuna" din Brașov.
Absolventă a Liceul German din Brașov (1950-1953), apoi la Liceul nr. 3 din același oraș (1953-1956) și a Facultății de Filologie la Universitatea din București (1956-1960). După o perioadă de colaborări la „Gazeta literară”, „Scînteia tineretului” și „Luceafărul", se angajează redactor la „Luceafărul”, unde în 1964 devine șef de secție. Debutează editorial cu volumul „Nu te lăsa niciodată”, apărut în 1966 și distins cu Premiul Uniunii Scriitorilor. În 1990 înființează revista Formula AS, care devine repede un fenomen de succes, comercial, dar și sociocultural, atingând un tiraj puțin obișnuit.
Pop este unul dintre cei mai înzestrați reporteri literari ai perioadei 1970-1980, formându-se la școala (și în fascinația) lui Filip Brunea-Fox și Geo Bogza. Cea mai mare parte a scrisului i-a rămas în paginile revistelor. Reportajele din coloanele „Luceafărului" anilor '70 (multe semnate în colaborare cu Gabriela Melinescu) erau adevărate sărbători sociostilistice, descoperind fețele sensibile ale realității, universul poetic inocent al copiilor handicapați, lumea pescarilor din Deltă (ființe fabuloase, din specia personajelor lui Panait Istrati și Ștefan Bănulescu), a oamenilor de la munte (îndeosebi din regiunile Brașovului, Făgărașului, din defileul Rucăr-Bran).
Deși uneori corodată de exigențele propagandistice ale ceaușismului, formula reportajului scris de Pop rezistă cu succes la proba timpului, în special grație substanței sufletești a autoarei: romantică, frumoasă, pe cât de suavă, pe atât de energică, ziarista adoră drumețiile, peisajul viforos și amalgamat, știe să extragă ce e de preț în peisajul uman, stilul este cald, alert, proaspăt și franc, nerefuzându-și patetismul de calitate. O parte din această frenetică activitate va fi selectată în volumele „Viața cere viață” (1974, în colaborare cu Gabriela Melinescu), „Propuneri pentru paradis” (1975) și „Scrisori din linia întâi” (1984), iar rezonanțele ei se vor simți din plin în paginile revistei „Formula AS". Această revistă este destinată unui public larg, din toate categoriile sociale, dar cu standarde jurnalistice, stilistice și morale înalte.
Ca prozator, Pop se remarcă în narațiunile din „Nu te lăsa niciodată”, prin percepția vitalist-panteistă și senzualismul adolescentin, afine cu cele întâlnite în proza din acești ani scrisă de Gabriela Melinescu. Cele două autoare au în comun frenezia trăirii, un aer băiețesc, dezinvolt, naturalețea stilului. Pop accentuează latura nonconformistă a feminității încă „neîncepute" și totuși provocatoare (Vară). Personajul-narator oscilează între copilărie și adolescență, dar erosul stă în centrul universului său: de la erosul încă nedefinit - în deambulări nesfârșite, soarele, iarba, dealul exercită o atracție misterioasă - la autooglindire sau dorință orientată către un partener real. Sunt consemnate mici întâmplări din viața unei fete de vârstă incertă (între 10 și 15 ani), circumscrise sferei familiale sau burgului, un Brașov încă dominat de modelul lumii rurale, de cultul libertății, de un  „fais ce que tu voudras" întru totul caracteristic.
Autoarea preia limbajul și perspectiva personajului, ceea ce îl va face pe Ovid S. Crohmălniceanu să trimită la Din veghe în lanul de secară de J.D. Salinger. Narațiunea nu este totuși simplistă, în parte și datorită construcției de tip puzzle: realitate cotidiană, reverie, miraculos. Trecerile sunt alunecări bruște dintr-o lume în alta, din real în poezie ori într-un tărâm al absurdului, cu pasaje onirice de un fior poetic intens.
Ritmul alert al epicului, stilistica netrucată, concretețea și vibrația descripției sunt atuuri prezente și în romanul „Serenadă la trompetă” (1969; Premiul Uniunii Scriitorilor), apariție de succes în epocă, echivalând farmecul unui Alain-Fournier autohton. Proză tipică a tinereții explozive, Serenadă... captează trăirile juvenile din Șcheii Brașovului, cu iubiri adolescentine în descendența „Heidelbergului de altădată", cu tristeți ploioase și o sportivitate incandescentă, amestec de senzualism amețitor, lirism nobil, de freamăt introspectiv și frondă înduioșătoare. Cum s-a remarcat, autoarea nu are suflu epic, talentul ei se desfășoară pe spații reduse, cu o spontaneitate și o „grație lirică" specială, care definește o generație de tineri scriitori de la mijlocul anilor '60.
Romanul se va întâlni, în anii '80, cu Îngereașa cu pălărie verde, cartea Adinei Kenereș, iar în anii '90 cu Brașovul Simonei Popescu, în linia unei feminități insurgent-evocative.

## Opera
- Nu te lăsa niciodată, prefață de Gh. Achiței, București, 1966;
- Serenadă la trompetă, București, 1969;
- Viața cere viață (în colaborare cu Gabriela Melinescu), București, 1974;
- Propuneri pentru paradis, București, 1975;
- Scrisori din linia întâi, București, 1984.

## Traduceri
- Walter Matthias Diggelmann, Puțin înaintea sfârșitului, București, 1969